# گراهام، شهرستان دیویس، ایندیانا
گراهام (به انگلیسی: Graham) یک منطقهٔ مسکونی در ایالات متحده آمریکا است که در شهرستان دیویس، ایندیانا واقع شده‌است. گراهام ۱۳۶٫۸۶ متر بالاتر از سطح دریا واقع شده‌است.